# Kniksenprisen
Kniksenprisen är ett norskt fotbollspris som varje år delas ut till Norges bästa fotbollsspelare. Priset delas ut av föreningen Norsk Toppfotboll i samarbete med Kniksenfonden. Priset är uppkallat efter Roald "Kniksen" Jensen som räknas som en av Norges bästa fotbollsspelare genom tiderna.
Det första priset delades ut 1990 och det finns 10 kategorier
- Årets målvakt
- Årets back
- Årets mittfältare
- Årets anfallare
- Årets tränare
- Årets domare
- Årets Kniksen
- Kniksens hederspris

2006 tillkom två kategorier
- Årets unga spelare
- Årets Adeccoligaen-spelare

Priserna delas ut till den bäste spelaren i norska fotbollsligan . Vinnaren kan vara norsk eller utländsk medborgare men måste spela i norskt seriespel. 
Priset Årets Kniksen delas ut till Norges bästa fotbollsspelare. Priset kan alltså delas ut till en spelare i en utländsk liga bara han är norsk medborgare. Kniksens hederspris går till en spelare eller ett lag som gjort en speciell prestation eller under en tid gjort en förtjänstfull insats för norsk toppfotboll.

## Vinnare

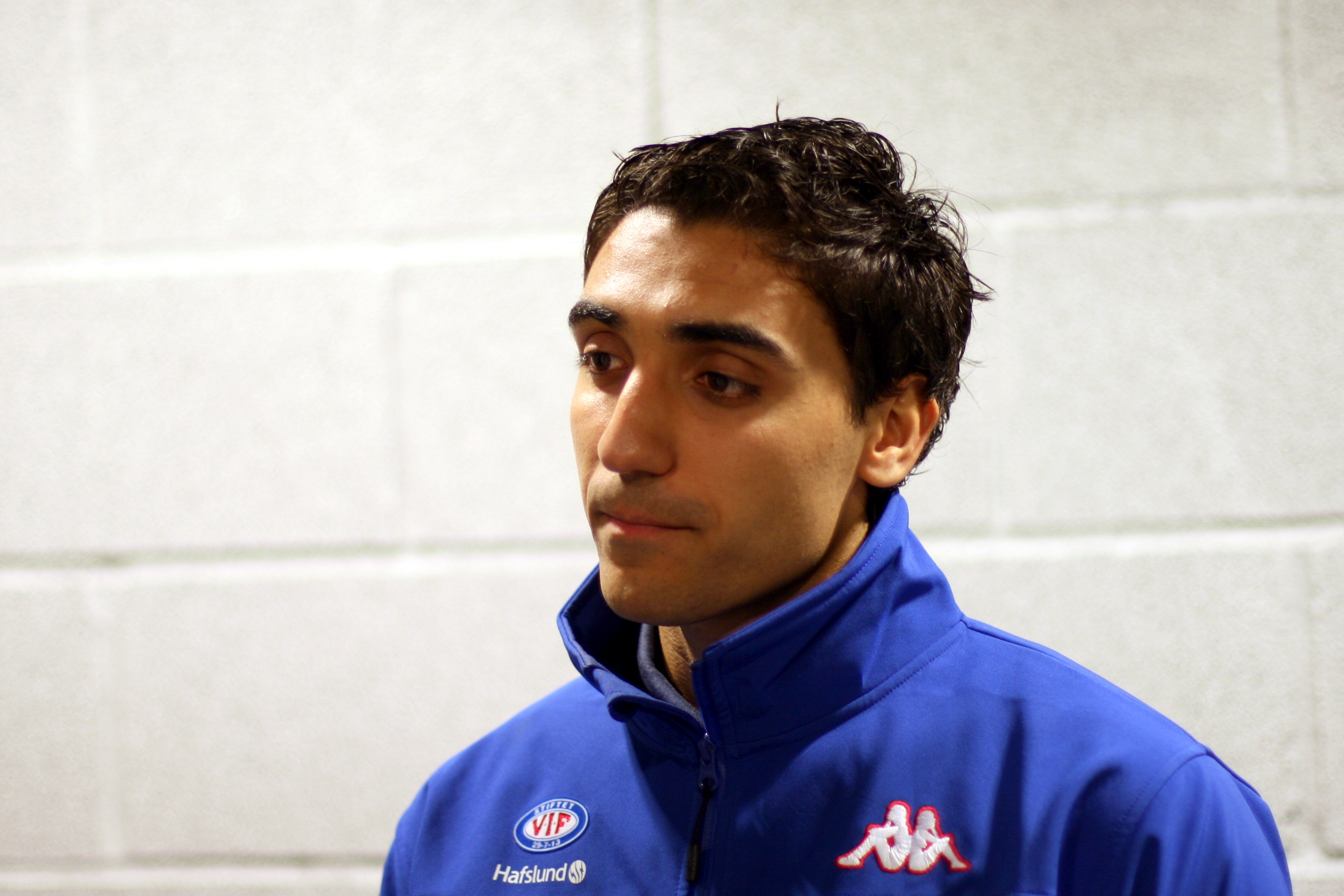
Mohammed Abdellaoue, årets Kniksen 2011

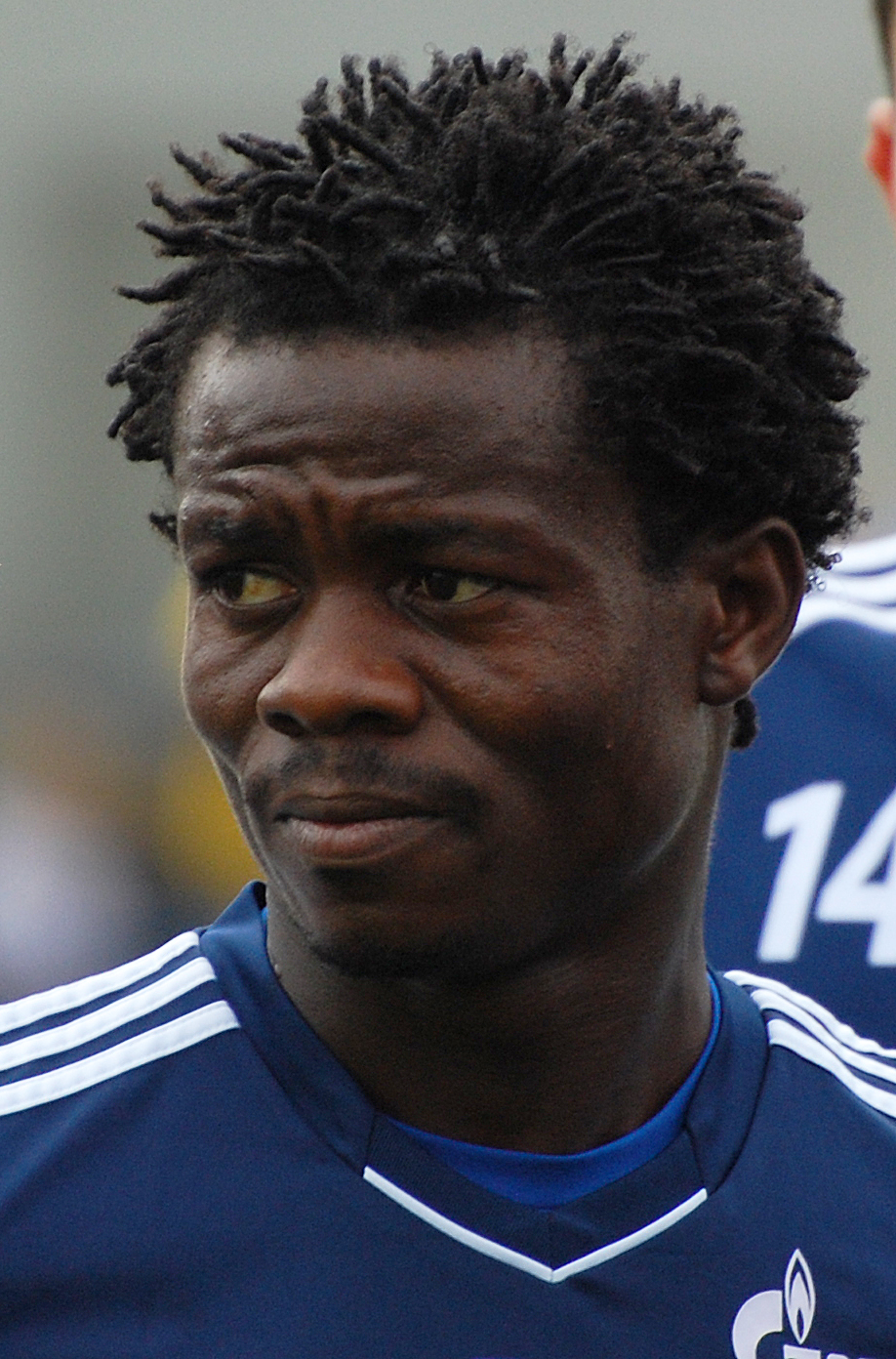
Anthony Annan, årets Kniksen 2010

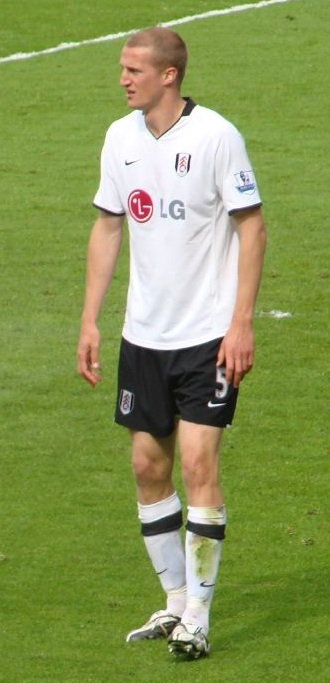
Brede Hangeland, årets Kniksen 2009

### 2019
- Årets unga spelare: Håkon Evjen, Bodø/Glimt
- Årets spelare i Eliteserien: Håkon Evjen, Bodø/Glimt
- Årets coach: Kjetil Knutsen, Bodø/Glimt
- Gullballen: Martin Ødegaard, Vitesse/Real Sociedad
- Årets unga spelare i OBOS-ligaen: Anton Kralj, Sandefjord
- Årets spelare i OBOS-ligaen: Niklas Castro, Aalesund
- Årets tränare i OBOS-ligaen: Lars Bohinen, Aalesund

### 2018
- Årets genombrott: Erling Braut Håland, Molde
- Årets spelare i Eliteserien: André Hansen, Rosenborg
- Årets coach: Svein Maalen, Ranheim
- Gullballen: Rune Almenning Jarstein, Hertha Berlin
- Kniksen's hederspris: Kjetil Rekdal
- Årets genombrott i OBOS-ligaen: Kristian Thorstvedt, Viking
- Årets spelare i OBOS-ligaen: Johnny Furdal, Viking
- Årets tränare i OBOS-ligaen: Steffen Landro, Nest-Sotra

### 2017
- Årets genombrott: Krépin Diatta, Sarpsborg 08
- Årets spelare i Eliteserien: Tore Reginiussen, Rosenborg
- Årets coach: Kåre Ingebrigtsen, Rosenborg
- Gullballen: Joshua King, Bournemouth
- Kniksen's hederspris: Åge Hareide
- Årets spelare i OBOS-ligaen: Kristian Fardal Opseth, Bodø/Glimt
- Årets tränare i OBOS-ligaen: Aasmund Bjørkan, Bodø/Glimt

### 2016
- Årets målvakt: Piotr Leciejewski, Brann
- Årets back: Jonas Svensson, Rosenborg
- Årets mittfältare: Mike Jensen, Rosenborg
- Årets anfallare: Christian Gytkjær, Rosenborg
- Årets unga spelare: Sander Berge, Vålerenga
- Årets spelare i Tippeligaen: Mike Jensen, Rosenborg
- Årets coach: Lars Arne Nilsen, Brann
- Årets domare: Tore Hansen, Feda
- Gullballen: Ada Hegerberg, Olympique Lyonnais
- Kniksen's hederspris: Daniel Berg Hestad, Molde

### 2015
- Årets målvakt: Ørjan Nyland, Molde
- Årets back: Jonas Svensson, Rosenborg
- Årets mittfältare: Ole Selnæs, Rosenborg
- Årets anfallare: Alexander Søderlund, Rosenborg
- Årets unga spelare: Iver Fossum, Strømsgodset
- Årets spelare i Tippeligaen: Ole Selnæs, Rosenborg
- Årets coach: Bob Bradley, Stabæk
- Årets domare: Svein Oddvar Moen, Sportsklubben Haugar
- Gullballen: Ada Hegerberg, Olympique Lyonnais
- Kniksen's hederspris: Frode Johnsen, Odd

### 2014
- Årets målvakt: Kenneth Udjus, Strømsgodset
- Årets back: Martin Linnes, Molde
- Årets mittfältare: Jone Samuelsen, Odd
- Årets anfallare: Viðar Örn Kjartansson, Vålerenga
- Årets unga spelare: Martin Ødegaard, Strømsgodset
- Årets spelare i Tippeligaen: Jone Samuelsen, Odd
- Årets coach: Tor Ole Skullerud, Molde
- Årets domare: Svein Oddvar Moen, Sportsklubben Haugar
- Gullballen: Stefan Johansen, Celtic
- Kniksen's hederspris: Boye Skistad

### 2013
- Årets målvakt: Adam Larsen Kwarasey, Strømsgodset
- Årets back: Lars Christopher Vilsvik, Strømsgodset
- Årets mittfältare: Stefan Johansen, Strømsgodset
- Årets anfallare: Frode Johnsen, Odd
- Årets coach: Ronny Deila, Strømsgodset
- Årets spelare i Adeccoligaen: Papa Alioune Ndiaye, Bodø/Glimt

### 2012
- Årets målvakt: Kenneth Udjus, Sogndal
- Årets back: Vegard Forren, Molde
- Årets mittfältare: Magnus Wolff Eikrem, Molde
- Årets anfallare: Alexander Søderlund, Haugesund
- Årets coach: Ole Gunnar Solskjær, Molde
- Årets domare: Svein Oddvar Moen, Haugar
- Årets Kniksen: Brede Hangeland, Fulham
- Kniksen's hederspris: Nils Skutle, Rosenborg

### 2011
- Årets målvakt: Espen Bugge Pettersen, Molde
- Årets back: Even Hovland, Sogndal
- Årets mittfältare: Michael Barrantes, Aalesund
- Årets anfallare: Nikola Đurđić, Haugesund
- Årets coach: Ole Gunnar Solskjær, Molde
- Årets domare: Svein Oddvar Moen, Haugar
- Årets Kniksen: Mohammed Abdellaoue, Hannover 96
- Kniksen's hederspris: Sigurd Rushfeldt, Tromsø

### 2010
- Årets målvakt: Anders Lindegaard, Aalesund
- Årets back: Tom Høgli, Tromsø
- Årets mittfältare: Anthony Annan, Rosenborg
- Årets anfallare: Mohammed Abdellaoue, Vålerenga
- Årets coach: Jostein Grindhaug, Haugesund
- Årets domare: Svein Oddvar Moen, Haugar
- Årets Kniksen: Anthony Annan, Rosenborg
- Kniksen's hederspris: Terje Hauge, Olsvik

### 2009
- Årets målvakt: Jon Knudsen, Stabæk IF
- Årets back: Knut Olav Rindarøy, Molde FK
- Årets mittfältare: Makhtar Thioune, Molde FK
- Årets anfallare: Rade Prica, Rosenborg BK
- Årets coach: Erik Hamrén, Rosenborg BK
- Årets domare: Kristoffer Helgerud, Lier
- Årets Kniksen: Brede Hangeland, Fulham FC
- Kniksen's hederspris: Karen Espelund

### 2008
- Årets målvakt: Eddie Gustafsson, FC Lyn
- Årets back: Morten Morisbak Skjønsberg, Stabæk IF
- Årets mittfältare: Alanzinho, Stabæk IF
- Årets anfallare: Daniel Nannskog, Stabæk IF
- Årets coach: Jan Jönsson, Stabæk IF och Geir Nordby, Røa IL
- Årets domare: Espen Berntsen, Vang i Hedmark
- Årets Kniksen: John Carew, Aston Villa
- Kniksen's hederspris: Ronny Johnsen

### 2007
- Årets målvakt: Håkon Opdal, Brann
- Årets back: Frode Kippe, Lillestrøm SK
- Årets mittfältare: Alanzinho, Stabæk IF
- Årets anfallare: Thorstein Helstad, Brann
- Årets coach: Mons Ivar Mjelde, Brann
- Årets domare: Terje Hauge, Olsvik IL
- Årets Kniksen: John Carew, Aston Villa
- Kniksen's hederspris: Ole Gunnar Solskjær

### 2006
- Årets målvakt: Håkon Opdal, Brann
- Årets back: Per Nilsson, Odd Grenland.
- Årets mittfältare: Robert Koren, Lillestrøm SK
- Årets anfallare: Steffen Iversen, Rosenborg BK
- Årets coach: Knut Tørum, Rosenborg BK
- Årets domare: Tom Henning Øvrebø, Nordstrand IL.

- Årets unga spelare: Chinedu Obasi Ogbuke, Lyn
- Årets spelare i Adeccoligaen: Mattias Andersson, Strømsgodset IF

- Årets Kniksen: John Arne Riise, Liverpool FC

### 2005
- Årets målvakt: Arni Gautur Arason, Vålerenga IF
- Årets back: Bård Borgersen, IK Start
- Årets mittfältare: Kristofer Hæstad, IK Start
- Årets anfallare: Ole Martin Årst, Tromsø IL
- Årets coach: Tom Nordlie, IK Start
- Årets domare: Tom Henning Øvrebø, Nordstrand IL

- Årets Kniksen: John Carew, Lyon

### 2004
- Årets målvakt: Ali Al-Habsi, FC Lyn Oslo
- DÅrets back: Erik Hagen, Vålerenga IF
- Årets mittfältare: Ardian Gashi, Vålerenga IF
- Årets anfallare: Alexander Ødegaard, Sogndal IL
- Årets coach: Ståle Solbakken, Ham-Kam
- Årets domare: Terje Hauge, Olsvik IL

- Årets Kniksen: Erik Hagen, Vålerenga IF
- Kniksen's hederspris: Henning Berg och Hege Riise

### 2003
- Årets målvakt: Espen Johnsen, Rosenborg BK
- Årets back: Vidar Riseth, Rosenborg BK
- Årets mittfältare: Martin Andresen, Stabæk IF
- Årets anfallare: Harald Martin Brattbakk, Rosenborg BK
- Årets coach: Øystein Gåre, Bodø/Glimt
- Årets domare: Tom Henning Øvrebø, Nordstrand IL

- Årets Kniksen: Martin Andresen, Stabæk IF
- Kniksen's hederspris: Per Ravn Omdal, President, Norges Fotballforbund (NFF)

### 2002
- Årets målvakt: Erik Holtan, Odd Grenland
- Årets back: Tommy Berntsen, FC Lyn Oslo
- Årets mittfältare: Ørjan Berg, Rosenborg BK
- Årets anfallare: Bengt Sæternes, Bodø/Glimt
- Årets coach: Sture Fladmark, FC Lyn Oslo
- Årets domare: Tom Henning Øvrebø, Nordstrand IL

- Årets Kniksen: André Bergdølmo, Ajax
- Kniksen's hederspris: Nils Arne Eggen, Rosenborg BK

### 2001
- Årets målvakt: Arni Gautur Arason, Rosenborg BK
- Årets back: Torgeir Bjarmann, Lillestrøm SK
- Årets mittfältare: Ørjan Berg, Rosenborg BK
- Årets anfallare: Clayton Zane, Lillestrøm SK
- Årets coach: Arne Erlandsen, Lillestrøm SK
- Årets domare: Tom Henning Øvrebø, Nordstrand IL

- Årets Kniksen: Ørjan Berg, Rosenborg BK
- Kniksen's hederspris: Bent Skammelsrud, Rosenborg BK och Roar Strand, Rosenborg BK

### 2000
- Årets målvakt: Emille Baron, Lillestrøm SK
- Årets back: Erik Hoftun, Rosenborg BK
- Årets mittfältare: Ørjan Berg, Rosenborg BK
- Årets anfallare: Thorstein Helstad, SK Brann
- Årets coach: Benny Lennartsson, Viking FK
- Årets domare: Rune Pedersen, Sprint/Jeløy

- Årets Kniksen: Erik Mykland, 1860 München
- Kniksen's hederspris: Jahn-Ivar Jakobsen, Rosenborg BK och Norges damlandslag i fotboll

### 1999
- Årets målvakt: Frode Olsen, Stabæk IF
- Årets back: Erik Hoftun, Rosenborg BK
- Årets mittfältare: Magnus Svensson, Viking FK
- Årets anfallare: Rune Lange, Tromsø IL
- Årets coach: Nils Arne Eggen, Rosenborg BK
- Årets domare: Rune Pedersen, Sprint/Jeløy

- Årets Kniksen: Henning Berg, Manchester United
- Kniksen's hederspris: Nils Johan Semb, (förbundskapten för Norges herrlandslag i fotboll) och Jostein Flo

### 1998
- Årets målvakt: Frode Olsen, Stabæk IF
- Årets back: Erik Hoftun, Rosenborg BK
- Årets mittfältare: Roar Strand, Rosenborg BK
- Årets anfallare: Sigurd Rushfeldt, Rosenborg BK
- Årets coach: Trond Sollied, Rosenborg BK
- Årets domare: Rune Pedersen, Sprint/Jeløy

- Årets Kniksen: Tore André Flo, Chelsea FC
- Kniksen's hederspris: Rune Pedersen, Sprint/Jeløy

### 1997
- Årets målvakt: Frode Olsen, Stabæk IF
- Årets back: Erik Hoftun, Rosenborg BK
- Årets mittfältare: Bent Skammelsrud, Rosenborg BK
- Årets anfallare: Harald Martin Brattbakk, Rosenborg BK
- Årets coach: Dag Vidar Kristoffersen, Strømsgodset IF
- Årets domare: Rune Pedersen, Sprint/Jeløy

- Årets Kniksen: Nils Arne Eggen, manager Rosenborg BK
- Kniksen's hederspris: Rosenborg Ballklubb

### 1996
- Årets målvakt: Jørn Jamtfall, Rosenborg BK
- Årets back: Erik Hoftun, Rosenborg BK
- Årets mittfältare: Trond Egil Soltvedt, Rosenborg BK
- Årets anfallare: Mons Ivar Mjelde, SK Brann
- Årets coach: Nils Arne Eggen, Rosenborg BK
- Årets domare: Rune Pedersen, Sprint/Jeløy

- Årets Kniksen: Ole Gunnar Solskjær, Manchester United
- Kniksen's hederspris: Erik Thorstvedt, Viking FK

### 1995
- Årets målvakt: Morten Bakke, Molde FK
- Årets back: Erik Hoftun, Rosenborg BK
- Årets mittfältare: Ståle Solbakken, Lillestrøm SK
- Årets anfallare: Harald Martin Brattbakk, Rosenborg BK
- Årets coach: Nils Arne Eggen, Rosenborg BK
- Årets domare: Rune Pedersen, Sprint/Jeløy

- Årets Kniksen: Hege Riise, Norges damlandslag i fotboll
- Kniksen's hederspris: Ola By Rise, Rosenborg BK

### 1994
- Årets målvakt: Thomas Myhre, Viking FK
- Årets back: Pål Lydersen, IK Start
- Årets mittfältare: Erik Mykland, IK Start
- Årets anfallare: Harald Martin Brattbakk, Rosenborg BK
- Årets coach: Nils Arne Eggen, Rosenborg BK
- Årets domare: Rune Pedersen, Sprint/Jeløy

- Årets Kniksen: Rune Bratseth, Werder Bremen
- Kniksen's hederspris: Per Ravn Omdal President, Norges Fotballforbund (NFF) och Rune Bratseth, Werder Bremen

### 1993
- Årets målvakt: Frode Grodås, Lillestrøm SK
- Årets back: Tore Pedersen, SK Brann
- Årets mittfältare: Øyvind Leonhardsen, Rosenborg BK
- Årets anfallare: Mons Ivar Mjelde, Lillestrøm SK
- Årets coach: Trond Sollied, Bodø/Glimt
- Årets domare: Roy Helge Olsen, FC Lyn Oslo

- Årets Kniksen: Egil "Drillo" Olsen, förbundskapten Norge
- Kniksen's hederspris: Norges damlandslag i fotboll

### 1992
- Årets målvakt: Ola By Rise, Rosenborg BK
- Årets back: Roger Nilsen, Viking FK
- Årets mittfältare: Erik Mykland, IK Start
- Årets anfallare: Gøran Sørloth, Rosenborg BK
- Årets coach: Per Brogeland, Kongsvinger IL
- Årets domare: Rune Pedersen, Sprint/Jeløy

- Årets Kniksen: Rune Bratseth, Werder Bremen
- Kniksen's hederspris: Egil "Drillo" Olsen, förbundskapten Norges herrlandslag i fotboll och Per Egil Ahlsen, Fredrikstad FK

### 1991
- Årets målvakt: Frode Grodås, Lillestrøm SK
- Årets back: Pål Lydersen, IK Start
- Årets mittfältare: Øyvind Leonhardsen, Molde FK
- Årets anfallare: Gøran Sørloth, Rosenborg BK
- Årets coach: Benny Lennartsson, Viking FK
- Årets domare: Rune Pedersen, Sprint/Jeløy

- Årets Kniksen: Rune Bratseth, Werder Bremen
- Kniksen's hederspris: Terje Kojedal, Ham-Kam och Sverre Brandhaug, Rosenborg BK

### 1990
- Årets målvakt: Einar Rossbach, Tromsø IL
- Årets back: Per Ove Ludvigsen, Fyllingen Fotball
- Årets mittfältare: Per Egil Ahlsen, SK Brann
- Årets anfallare: Tore André Dahlum, Rosenborg BK
- Årets coach: Nils Arne Eggen, Rosenborg BK
- Årets domare: Rune Pedersen, Sprint/Jeløy

- Årets Kniksen: Erik Thorstvedt, Tottenham Hotspur
- Kniksens hederspris: Inte utdelat